# Jens Peder Jensen
 Ikke at forveksle med Jens Peter Jensen (flere personer)
Jens Peder Jensen (født 23. januar 1869 i Terslev Overdrev, død 15. december 1947 i Terslev) var en dansk dyrlæge og politiker. Han var medlem af Folketinget for Socialdemokratiet fra 1920 til 1943.
J.P. Jensen blev født i Terslev Overdrev i Terslev Sogn nord for Haslev som søn af husmand Lars Jensen. Han tog præliminæreksamen i 1889 og blev færdiguddannet som dyrlæge i 1893. Han var praktiserende dyrlæge i Terslev fra 1893 til 1920, og desuden kødkontrollør på Haslev Slagteri fra 1908 til 1915. Han var på et mælkekontrolkursus i 1922. Fra 1896 til 1914 havde Jensen en landejendom på 8 tønder land.
Han var sognerådsmedlem i Terslev Sogn fra 1905 til 1911, og amtsrådsmedlem i Sorø Amt fra 1910 til 1945. Jensen var også medlem af Skolekommissionen fra 1905 til 1913.
I 1920 blev han opstillet til Folketinget i Præstø Amtskreds for Socialdemokratiet. Han opnåede ikke valg ved sit første folketingsvalg i april 1920, men kom ind ved valget 3 måneder senere i juli 1920. Han blev genvalgt i amtskredsen indtil 1932 hvor han i stedet stillede op i Sorø Amtskreds. I den nye amtskreds blev han valgt indtil 1943. Jensen var medlem af Statens Jordlovsudvalg fra 1924 til 1934, medlem af Overskyldrådet fra 1934 til 1938, medlem af Landsskatteretten fra 1938 til 1945 og tilsynsmand ved Landbohøjskolen fra 1929 til 1946.
Han døde i 1947 i Terslev.